# Municipio de Oakdale (Nebraska)
Oakdale Township es una subdivisión territorial inactiva del condado de Antelope, Nebraska, Estados Unidos. Según el censo de 2020, tiene una población de 392 habitantes.

## Geografía
La subdivisión está ubicada en las coordenadas 42°3′15″N 98°0′30″O / 42.05417, -98.00833. Según la Oficina del Censo, tiene una superficie total de 92.42 km², de los cuales 91.94 km² corresponden a tierra firme y 0.48 km² están cubiertos de agua.

## Demografía
Según el censo de 2020, hay 392 personas residiendo en la zona. La densidad de población es de 3.7 hab./km². El 91.3 % de los habitantes son blancos, el 1.3 % son afroamericanos, el 2.3 % son de otras razas y el 5.1 % son de una mezcla de razas. Del total de la población, el 3.1 % son hispanos o latinos de cualquier raza.